# キスアト
『キスアト』（KISSATO）は、2014年1月31日に戯画から発売されたPC用18禁恋愛アドベンチャーゲームである。英語の副題は"Kiss will change, my relation with you."
本作は『ホチキス』、『キスベル』に次ぐ「キス」シリーズ3作目であり、前2作同様等身大の恋愛を主題としている。
2014年9月26日に通常版が発売された。2017年12月22日から2018年1月31日の間、低価格になった期間限定生産版が発売された。2020年6月26日には、本作と『ホチキス』『キスベル』を収録した『キストリロジー』が発売された。
2014年5月17日にはMobage版、5月23日にはGREE版、6月13日にはにじよめ版、2015年3月6日にはmixi版（モバイル・スマートフォン用）が公開された。
家庭用ゲーム機向けとして、テイジイエル企画より2015年11月26日にPlayStation Vita版が発売。また、フルHD化したバージョンとしてエンターグラムより2020年8月27日にPlayStation 4版が、2022年3月31日にNintendo Switch版が発売された。PlayStation 4版とNintendo Switch版では『キストリロジー』も同時発売。
PlayStation Vita版以降ではPC版でサブキャラクターだった狩野ひじりがヒロインとして登場する。完全生産限定版には主題歌「Sweet Sympathy」のマキシシングルとオリジナルサウンドトラック『Melty Kiss』、クリスタルスタンドが付属する。『Melty Kiss』にはPC版主題歌「My Sphere」も収録。
2019年10月25日に直接の続編『アイキス』（「キス」シリーズ8作目）が発売された。本作の5年後が舞台である。

## ストーリー
有杜美術学園2年生の浅間真は、作業スペースで星見月夜の絵とその描く姿に見入ってしまった。作業スペースを共有する月夜、梓、まどかとの交流が、それぞれの作品制作に影響を与えていく。

## 登場人物

### 主人公
浅間 真（あさま まこと）
本作の主人公。11月23日生まれ。
2年生。「立体」を専攻。叔母が経営する喫茶店モデュロールに住み込みで学園に通っている。料理が得意。

### メインヒロイン
星見 月夜（ほしみ つくよ）
声：遠野そよぎ
T154/B88(D)/W59/H87 2月21日生まれ。
2年生。「平面」を専攻。学園では才女として知られている一方、美術以外の成績は悪い。また、生活能力がないため梓に頼っている。人見知りではあるものの、芸術の話となると警戒心が薄れ、饒舌になる。加えて、絵の作業をしているときは周りが見えなくなる。
棗 梓（なつめ あずさ）
声：ヒマリ
T154/B91(E)/W57/H90 10月13日生まれ。
2年生。「立体」を専攻。多くの教科で平均点以上をとり、苦手なところは努力で克服する。自身はこれといった才能を持っていないため、月夜に対する嫉妬心はあるものの、ぼんやりした性格の月夜にかまっているうちに彼女の親友になった。また、アパートでも月夜とはとなり同士である。
小鳥遊 まどか（たかなし まどか）
声：水霧けいと
T148/B80(B)/W56/H81 10月11日生まれ。
真らの先輩にあたる3年生。「情報」を専攻。一人称は『ボク』。月夜とは違うタイプの天才。自由奔放な人物で、他人を翻弄させることが多い。卒業制作としてショートムービーの制作を行っており、よく学園に泊まり込んでいる。
藍川 有紗（あいかわ ありさ）
声：あじ秋刀魚
T167/B85(C)/W58/H84 8月19日生まれ。
1年生。真のはこと。北欧系のクォーターであり、日本よりも海外での生活期間が長い。実年齢よりもしっかりして見えるが、実際は人見知りである。モデュロールでバイトしている。お酒に強い。

### サブキャラクター
狩野 ひじり（かの ひじり）
声：青葉りんご
T150/B85(C)/W57/H82 10月19日生まれ。
学園に新しく入学してきた1年生。努力でのし上がってきたタイプの天才。妥協を嫌うため、友人が少なく、対照的な性格の月夜に対しては認めつつも厳しい目で見ている。
PS4/PS Vita版では、攻略対象ヒロインに昇格した。
浅間 京子（あさま きょうこ）
声：桜川未央
9月24日生まれ。
真の叔母でモデュロールの店長兼オーナー。
岡 陽太（おか ようた）
声：新沢真
1月18日生まれ。
3年生。真の親友。まどかのクラスメイト。

## 用語
私立有杜美術学園（わたくしりつありもりびじゅつがくえん）
少し地方にある美術学園。生徒の7,8割は女子。2年生から絵画などの「平面」、彫刻や工芸などの「立体」、ウェブデザインや映像などの「情報」の3つから専攻を選択する。
貸し出しスペース
作品の制作のために学園が貸し出しているスペース。作業棟という建物にあり、希望者かつ学園の審査を通ったものだけが使用できる。ほとんどが相部屋。
喫茶モデュロール
京子がオーナーの喫茶店。真と有紗がバイトをしている。駅から離れているが、料理が美味しいのでランチとディナー時はお店が混む。

## スタッフ
- キャラクターデザイン・原画：みことあけみ（月夜、有紗）、タケイオーキ（まどか）、ひつじたかこ（梓）
- サブキャラクターデザイン・原画：marui（ひじり、京子、陽太）
- シナリオ：森崎亮人、玉城琴也
- 音楽：羽鳥風画
- ムービー：神月社、どせい（Mju:z）

## 主題歌
PC版主題歌「My Sphere」
歌：新田恵海 / 作詞：RUCCA / 作編曲：岩橋星実（Elements Garden）
PS4/PS Vita版主題歌「Sweet Sympathy」
歌：新田恵海 / 作詞：RUCCA / 作編曲：岩橋星実
エンディングテーマ「青空に架けるキャンバス」
歌：安田みずほ / 作詞：森永桐子 / 作編曲：羽鳥風画
- PC/PS Vita初回限定版特典のオリジナルサウンドトラック『Melty Kiss』に、「My Sphere」「青空に架けるキャンバス」のフルバージョンとBGM全曲が収録。
- PS Vita初回限定版特典のマキシシングル『Sweet Sympathy』に、「Sweet Sympathy」のフルバージョンが収録。

## 制作

### デザイン
本作のキャラクターは複数人に分かれてデザインされており、アダルトゲーム雑誌「テックジャイアン」に寄せられたコメントにて、デザインに当たって注意した点などが述べられている。
月夜と有紗はみことあけみが担当した。このうち、月夜の髪型について、みことは「自分の美的感覚に従って整えているものの、細かなところがほつれていて雑然としている感じを想定した」と説明している。一方、有紗は大人っぽさと後輩の幼さを両立させる髪型となった。
梓を担当したひつじたかこは、つやっぽい感じの黒髪美少女をイメージしたと話しており、ツンツンしている分デレた時は思いっきりかわいい表情になるよう心掛けたと述べている。
まどかを担当したタケイオーキは、「ジャージ姿で寝転がっている」という彼女の設定から、ジャージが似合いそうなゆるいパーカーを着ているキャラクターを連想したと話しており、パーカーと寝癖じみた髪型で緩さを演出したと述べている。

## 批評
『ファミ通』2015年12月3日号にてPlayStation Vita版のレビューが掲載された。4人のレビュアーがそれぞれ7, 8, 7, 6点をつけ、40点満点中28点を得た。シナリオに関しては、物語に大きな波はないが等身大の恋愛が描かれている点や、ほのぼのとした日常ながら会話のテンポがよく揺れ動く心の描写が上手いなど意見が寄せられた一方、大きな盛り上がりに欠けているとの指摘もあった。グラフィックに関しては、臨場感が感じられると評価され、部屋の場合、物が雑然と置かれて生活感が上手く描写されていると述べられた。